# Alenka Petek (častnica)
Alenka Petek, slovenska pravnica, častnica in obramboslovka, * 1972
Podpolkovnica Petek je trenutno poveljnica 74. motoriziranega bataljona; s tem ko je 15. novembra 2011 prevzela mesto, je postala prva ženska poveljnica motoriziranega bataljona Slovenske vojske in tretja ženska na čelu bataljona: prva je bila Alenka Ermenc, poveljnica 5. obveščevalno-izvidniškega bataljona SV in druga Tatjana Pečnik, poveljnica 18. bataljona za jedrsko, radiološko, kemično in biološko obrambo.

## Življenjepis
Po diplomi na Pravni fakulteti v Ljubljani je leta 1996 vstopila v Slovensko vojsko. Po končani Šoli za častnike je sprva bila tri leta poveljnica voda 1. bataljona 72. brigade in nato še eno leto pomočnica za operativne zadeve iste brigade. Leta 2001 je postala načelnica obveščevalnega odseka S-2 in S-3 v štabu 1. brigade. Po končanem štabnem tečaju na Poveljniško-štabni šoli leta 2002 se je vrnila v 1. brigado, kjer je postala načelnica operativnega odseka 20. motoriziranega bataljona. Med letoma 2005 in 2008 je bila namestnica poveljnika istega bataljona ter hkrati končala višje štabno šolanje na Poveljniško-štabni šoli, opravila specializacijo (Zagotavljanje vzdržljivosti sil v vojaških operacijah(COBISS)) in magisterij iz obramboslovja (Zagotavljanje vzdrževalnih sil v vojaških operacijah(COBISS)) na Fakulteti za družbene vede v Ljubljani. Leta 2007 je bila soavtorica priročnika Lahki pehotni (motorizirani) bataljon (COBISS). V sklopu bojne skupine Grof je delovala na Kosovu, nato pa je leta 2009 postala pribočnica načelnika GŠSV in 1. aprila 2010 načelnica štaba 72. brigade.
15. novembra 2011 je prevzela poveljstvo 74. motoriziranega bataljona; s tem je postala prva ženska poveljnica motoriziranega bataljona Slovenske vojske.

## Odlikovanja
Slovenija
- bronasta medalja generala Maistra[3]
- bronasta medalja Slovenske vojske[3]

Francija
- Spominska medalja z zaponko “ex-Yougoslavie”[5]